# Campeonato Carioca 2025
El Campeonato Carioca de 2025 fue la edición 128.° del principal campeonato de clubes de fútbol del estado de Río de Janeiro. El torneo fue organizado por la Federação de Futebol do Estado do Rio de Janeiro (FFERJ), siendo uno de los torneos más importantes del país. Concedió cupos tanto para la Copa de Brasil 2026 como para el Campeonato Brasileño de Fútbol Serie D 2026. El campeonato comenzó el 11 de enero y terminó el 16 de marzo.

## Sistema de disputa

### Criterios de desempate
En caso de empate en puntos, se aplicará el criterio de desempate, sucesivamente:
1. Mayor número de partidos ganados
2. Mayor diferencia de goles
3. Mayor número de goles anotados (goles a favor)
4. Confrontamiento directo (entre dos clubes)
5. Menor número de tarjetas amarillas y rojas, donde cada tarjeta roja se considerará equivalente a tres tarjetas amarillas
6. Sorteo público en la sede de la FFERJ, en día y hora por determinar

### Fase principal
Al igual que el formato del año pasado, la fase principal solo estará formada por la Taça Guanabara

#### Taça Guanabara
La Taça Guanabara es disputada por los 11 equipos mejor clasificados en el campeonato del año anterior y el campeón de la Serie A2 2024. Con 11 fechas, el equipo que termine en primera posición será el ganador de este trofeo, a su vez que clasificará a la fase final, junto a los equipos ubicados del segundo al cuarto puesto. Los equipos ubicados del quinto al octavo puesto clasificarán a la Taça Rio. El equipo que termine en última posición descenderá a la Serie A2 2025.

### Fase final
Los cuatro primeros clasificados de la Taça Guanabara se enfrentan en un cruce olímpico (1.º vs 4.º y 2.º vs 3.º), las semifinales del campeonato será en partidos de ida y vuelta, con ventaja de empate (en puntos ganados y diferencia de goles) para los equipos mejores clasificados en la Taça Guanabara, así como la elección de la localía (primer o segundo partido). En las finales (entre los ganadores de las semifinales) no habrá ventaja para ningún equipo, pero el equipo mejor clasificado podrá elegir la localía (en el 1.er o 2.° partido) y habrá una tanda de penaltis en caso de empate (puntos y diferencia de goles). Finalmente el ganador de la final será proclamado campeón del Campeonato Carioca de este año.
La Taça Río es disputada únicamente por los equipos clasificados en el 5.º a 8.º lugar de la Taça Guanabara (fase principal) en paralelo a las semifinales y finales por la definición del Campeonato Carioca. Las semifinales se definen en un cruce olímpico (5.º vs 8.º y 6.º vs 7.º), en partidos de ida y vuelta, con ventaja en caso de empate (en puntos ganados y diferencia de goles) para el mejor clasificado en la Taça Guanabara. En los partidos finales, no habrá ventaja para ninguno de los equipos y también una tanda de penaltis en caso de empate (puntos y diferencia de goles).

## Cobertura televisiva
| Empresa                    | Transmisiones |
| -------------------------- | --- |
| Rede Bandeirantes          | 27 partidos, incluidas las finales de la Taça Rio y la Taça Guanabara, a excepción de los partidos en los que Vasco da Gama fue el equipo local |
| TV Globo                   | 21 partidos, incluidas las finales de la Taça Rio y la Taça Guanabara, a excepción de los partidos en los que Vasco da Gama fue el equipo local |
| BandSports SporTV Premiere | 52 partidos, incluidas las finales de la Taça Rio y la Taça Guanabara, a excepción de los partidos en los que Vasco da Gama fue el equipo local |

## Equipos participantes

### Ascensos y descensos
| Pos. | Descendido en la temporada 2024 |
| ---- | ------------------------------- |
| 12.º | Audax Rio                       |
| Pos. | Ascendido de la Serie A2 2024   |
| 1.º  | Maricá                          |

### Información
| Equipo         | Ciudad         | Entrenador       |
| -------------- | -------------- | ---------------- |
| Bangu          | Río de Janeiro | Júnior Lopes     |
| Boavista       | Saquarema      | Roberto Fonseca  |
| Botafogo       | Río de Janeiro | Caçapa           |
| Flamengo       | Río de Janeiro | Filipe Luís      |
| Fluminense     | Río de Janeiro | Mano Menezes     |
| Madureira      | Río de Janeiro | Daniel Neri      |
| Maricá         | Maricá         | Reinaldo         |
| Nova Iguaçu    | Nova Iguaçu    | Carlos Vitor     |
| Portuguesa     | Río de Janeiro | Douglas Ferreira |
| Sampaio Corrêa | Saquarema      | Alfredo Sampaio  |
| Vasco da Gama  | Río de Janeiro | Fábio Carille    |
| Volta Redonda  | Volta Redonda  | Rogério Corrêa   |

## Taça Guanabara

### Tabla de posiciones
| Pos. | Equipo         | Pts. | PJ | G | E | P | GF | GC | Dif. | Clasificación                                                                |
| ---- | -------------- | ---- | -- | - | - | - | -- | -- | ---- | ---------------------------------------------------------------------------- |
| 1    | Flamengo       | 23   | 11 | 7 | 2 | 2 | 25 | 5  | +20  | Campeón de la Taça Guanabara y clasificado a las semifinales del campeonato. |
| 2    | Volta Redonda  | 20   | 11 | 6 | 2 | 3 | 13 | 12 | +1   | Clasificado a las semifinales del campeonato.                                |
| 3    | Fluminense     | 17   | 11 | 4 | 5 | 2 | 13 | 9  | +4   | Clasificado a las semifinales del campeonato.                                |
| 4    | Vasco da Gama  | 17   | 11 | 4 | 5 | 2 | 13 | 9  | +4   | Clasificado a las semifinales del campeonato.                                |
| 5    | Sampaio Corrêa | 16   | 11 | 4 | 4 | 3 | 13 | 11 | +2   | Clasificado a las semifinales de la Taça Rio.                                |
| 6    | Nova Iguaçu    | 16   | 11 | 4 | 4 | 3 | 8  | 9  | −1   | Clasificado a las semifinales de la Taça Rio.                                |
| 7    | Madureira      | 15   | 11 | 4 | 3 | 4 | 11 | 8  | +3   | Clasificado a las semifinales de la Taça Rio.                                |
| 8    | Boavista       | 14   | 11 | 2 | 8 | 1 | 10 | 8  | +2   | Clasificado a las semifinales de la Taça Rio.                                |
| 9    | Botafogo       | 13   | 11 | 4 | 1 | 6 | 11 | 12 | −1   |                                                                              |
| 10   | Maricá         | 12   | 11 | 3 | 3 | 5 | 11 | 17 | −6   |                                                                              |
| 11   | Portuguesa     | 10   | 11 | 3 | 1 | 7 | 12 | 24 | −12  |                                                                              |
| 12   | Bangu (D)      | 4    | 11 | 0 | 4 | 7 | 4  | 20 | −16  | Serie A2 2025.                                                               |

 Fuente: Globo Esporte

### Resultados
| Fecha 1     | Fecha 1   | Fecha 1        |
| Local       | Resultado | Visitante      |
| ----------- | --------- | -------------- |
| Botafogo    | 1 - 2     | Maricá         |
| Nova Iguaçu | 1 - 1     | Vasco da Gama  |
| Bangu       | 0 - 1     | Portuguesa     |
| Flamengo    | 1 - 2     | Boavista       |
| Madureira   | 2 - 0     | Volta Redonda  |
| Fluminense  | 0 - 0     | Sampaio Corrêa |

| Fecha 2       | Fecha 2   | Fecha 2        |
| Local         | Resultado | Visitante      |
| ------------- | --------- | -------------- |
| Botafogo      | 2 - 0     | Portuguesa     |
| Maricá        | 1 - 0     | Boavista       |
| Nova Iguaçu   | 1 - 0     | Sampaio Corrêa |
| Volta Redonda | 1 - 0     | Fluminense     |
| Madureira     | 1 - 1     | Flamengo       |
| Vasco da Gama | 0 - 0     | Bangu          |

| Fecha 3        | Fecha 3   | Fecha 3       |
| Local          | Resultado | Visitante     |
| -------------- | --------- | ------------- |
| Sampaio Corrêa | 2 - 0     | Botafogo      |
| Fluminense     | 1 - 1     | Maricá        |
| Portuguesa     | 2 - 1     | Madureira     |
| Boavista       | 1 - 1     | Vasco da Gama |
| Bangu          | 0 - 1     | Volta Redonda |
| Flamengo       | 1 - 2     | Nova Iguaçu   |

| Fecha 4       | Fecha 4   | Fecha 4        |
| Local         | Resultado | Visitante      |
| ------------- | --------- | -------------- |
| Maricá        | 2 - 0     | Nova Iguaçu    |
| Bangu         | 0 - 5     | Flamengo       |
| Botafogo      | 1 - 2     | Volta Redonda  |
| Boavista      | 1 - 1     | Sampaio Corrêa |
| Portuguesa    | 1 - 3     | Fluminense     |
| Vasco da Gama | 2 - 0     | Madureira      |

| Fecha 5       | Fecha 5   | Fecha 5        |
| Local         | Resultado | Visitante      |
| ------------- | --------- | -------------- |
| Volta Redonda | 0 - 2     | Flamengo       |
| Maricá        | 2 - 2     | Sampaio Corrêa |
| Madureira     | 0 - 0     | Fluminense     |
| Botafogo      | 2 - 0     | Bangu          |
| Vasco da Gama | 4 - 1     | Portuguesa     |
| Nova Iguaçu   | 0 - 0     | Boavista       |

| Fecha 6       | Fecha 6   | Fecha 6        |
| Local         | Resultado | Visitante      |
| ------------- | --------- | -------------- |
| Maricá        | 0 - 1     | Vasco da Gama  |
| Volta Redonda | 2 - 1     | Portuguesa     |
| Botafogo      | 2 - 1     | Fluminense     |
| Nova Iguaçu   | 1 - 1     | Bangu          |
| Boavista      | 0 - 0     | Madureira      |
| Flamengo      | 2 - 0     | Sampaio Corrêa |

| Fecha 7        | Fecha 7   | Fecha 7       |
| Local          | Resultado | Visitante     |
| -------------- | --------- | ------------- |
| Vasco da Gama  | 2 - 2     | Volta Redonda |
| Sampaio Corrêa | 3 - 0     | Bangu         |
| Portuguesa     | 0 - 1     | Nova Iguaçu   |
| Fluminense     | 1 - 1     | Boavista      |
| Madureira      | 1 - 0     | Maricá        |
| Flamengo       | 1 - 0     | Botafogo      |

| Fecha 8       | Fecha 8   | Fecha 8        |
| Local         | Resultado | Visitante      |
| ------------- | --------- | -------------- |
| Bangu         | 0 - 0     | Boavista       |
| Portuguesa    | 0 - 5     | Flamengo       |
| Vasco da Gama | 1 - 2     | Fluminense     |
| Madureira     | 0 - 1     | Sampaio Corrêa |
| Volta Redonda | 2 - 1     | Maricá         |
| Nova Iguaçu   | 0 - 1     | Botafogo       |

| Fecha 9        | Fecha 9   | Fecha 9       |
| Local          | Resultado | Visitante     |
| -------------- | --------- | ------------- |
| Fluminense     | 0 - 0     | Flamengo      |
| Boavista       | 1 - 1     | Portuguesa    |
| Maricá         | 1 - 1     | Bangu         |
| Botafogo       | 0 - 2     | Madureira     |
| Volta Redonda  | 0 - 0     | Nova Iguaçu   |
| Sampaio Corrêa | 0 - 0     | Vasco da Gama |

| Fecha 10       | Fecha 10  | Fecha 10      |
| Local          | Resultado | Visitante     |
| -------------- | --------- | ------------- |
| Bangu          | 0 - 3     | Madureira     |
| Boavista       | 1 - 1     | Botafogo      |
| Flamengo       | 2 - 0     | Vasco da Gama |
| Fluminense     | 2 - 0     | Nova Iguaçu   |
| Sampaio Corrêa | 1 - 3     | Volta Redonda |
| Portuguesa     | 3 - 1     | Maricá        |

| Fecha 11       | Fecha 11  | Fecha 11      |
| Local          | Resultado | Visitante     |
| -------------- | --------- | ------------- |
| Flamengo (C)   | 5 - 0     | Maricá        |
| Boavista       | 2 - 0     | Volta Redonda |
| Sampaio Corrêa | 3 - 1     | Portuguesa    |
| Vasco da Gama  | 1 - 0     | Botafogo      |
| Fluminense     | 3 - 2     | Bangu         |
| Nova Iguaçu    | 2 - 1     | Madureira     |

| Bandera del estado de Río de Janeiro |

| Campeón Taça Guanabara |

| Flamengo 25.° título |

## Taça Río

### Semifinales
| 1 de marzo, 18:00 (UTC-3) BandSports | Madureira | 0:0 | Nova Iguaçu | Conselheiro Galvão, Río de Janeiro         |  |
|                                      |           |     |             | Árbitro(s): Wallace Rogério Rufino de Lima |  |

| 6 de marzo, 21:15 (UTC-3) BandSports | Boavista | 0:0 | Sampaio Corrêa | Elcyr Resende, Saquarema              |  |
|                                      |          |     |                | Árbitro(s): Jodis Nascimento de Souza |  |

| 8 de marzo, 18:00 (UTC-3) BandSports | Nova Iguaçu | 1:2 (1:1) | Madureira                | Jânio Moraes, Nova Iguaçu          |                                    |
|                                      | Kennyd 23'  |           | Marcelo 15' · Renato 65' | Árbitro(s): Pierry Dias dos Santos | Árbitro(s): Pierry Dias dos Santos |

| 9 de marzo, 21:15 (UTC-3) BandSports | Sampaio Corrêa                       | 3:0 (2:0) | Boavista | Lourival Gomes, Saquarema                   |                                             |
|                                      | Luan Gama 2' · Max 16' · Octávio 76' |           |          | Árbitro(s): Carlos Tadeu Ferreira de Castro | Árbitro(s): Carlos Tadeu Ferreira de Castro |

### Final
| 12 de marzo, 17:45 (UTC-3) BandSports | Madureira  | 1:2 (1:1) | Sampaio Corrêa          | Conselheiro Galvão, Río de Janeiro |                                |
|                                       | Renato 26' |           | Marreta 36' · Elias 56' | Árbitro(s): Alex Gomes Stefano     | Árbitro(s): Alex Gomes Stefano |

| 16 de marzo, 19:45 (UTC-3) BandSports | Sampaio Corrêa                                                             | 4:2 (1:1) | Madureira                                  | Lourival Gomes, Saquarema                  |                                            |
|                                       | Alexandre Souza 43' · Daniel Nunes 59' · Ryan Silva 66' · Elias 89' (pen.) |           | Rodrigo Lindoso 11' · Jefferson Victor 75' | Árbitro(s): Wagner do Nascimento Magalhães | Árbitro(s): Wagner do Nascimento Magalhães |

| Bandera del estado de Río de Janeiro |

| Campeón Taça Rio |

| Sampaio Corrêa 1.° título |

## Fase final

### Semifinales
| 1 de marzo, 17:45 (UTC-3) TV Globo | Vasco da Gama | 0:1 (0:0) | Flamengo           | Nilton Santos, Río de Janeiro                                     |                                                                   |
|                                    |               |           | Bruno Henrique 67' | Asistencia: 10 966 espectadores Árbitro(s): Bruno Arleu de Araújo | Asistencia: 10 966 espectadores Árbitro(s): Bruno Arleu de Araújo |

| 2 de marzo, 18:00 (UTC-3) TV Bandeirantes | Fluminense                              | 4:0 (3:0) | Volta Redonda | Maracanã, Río de Janeiro                                                |                                                                         |
|                                           | Canobbio 7', 18' · Arias 42' · Cano 71' |           |               | Asistencia: 17 877 espectadores Árbitro(s): Yuri Elino Ferreira da Cruz | Asistencia: 17 877 espectadores Árbitro(s): Yuri Elino Ferreira da Cruz |

| 8 de marzo, 17:45 (UTC-3) TV Globo | Flamengo                             | 2:1 (1:1) | Vasco da Gama    | Maracanã, Río de Janeiro                                                   |                                                                            |
|                                    | Bruno Henrique 36' · Luiz Araújo 69' |           | Nuno Moreira 22' | Asistencia: 55 096 espectadores Árbitro(s): Wagner do Nascimento Magalhães | Asistencia: 55 096 espectadores Árbitro(s): Wagner do Nascimento Magalhães |

| 9 de marzo, 18:00 (UTC-3) TV Bandeirantes | Volta Redonda | 0:0 | Fluminense | Raulino de Oliveira, Volta Redonda                            |  |
|                                           |               |     |            | Asistencia: 7 135 espectadores Árbitro(s): Alex Gomes Stefano |  |

### Final
| 12 de marzo, 21:30 (UTC-3) TV Bandeirantes TV Globo | Fluminense | 1:2 (0:1) | Flamengo                | Maracanã, Río de Janeiro                                                |                                                                         |
|                                                     | Keno 88'   |           | Wesley 6' · Juninho 76' | Asistencia: 39 120 espectadores Árbitro(s): Yuri Elino Ferreira da Cruz | Asistencia: 39 120 espectadores Árbitro(s): Yuri Elino Ferreira da Cruz |

| 16 de marzo, 16:00 (UTC-3) TV Bandeirantes TV Globo | Flamengo | 0:0 | Fluminense | Maracanã, Río de Janeiro                                          |  |
|                                                     |          |     |            | Asistencia: 69 393 espectadores Árbitro(s): Bruno Arleu de Araújo |  |

| Campeón                              |
| Bandera del estado de Río de Janeiro |
| ------------------------------------ |
| Flamengo 39.° título                 |

## Equipo Ideal de Campeonato Carioca 2025
| Equipo Ideal 2025 | Equipo Ideal 2025 | Equipo Ideal 2025 |
| Pos.              | Futbolista        | Equipo            |
| ----------------- | ----------------- | ----------------- |
| Guardameta        | Agustín Rossi     | Flamengo          |
| Defensa           | Wesley            | Flamengo          |
| Defensa           | Léo Ortiz         | Flamengo          |
| Defensa           | Léo Pereira       | Flamengo          |
| Defensa           | Gabriel Fuentes   | Fluminense        |
| Centrocampista    | Erick Pulgar      | Flamengo          |
| Centrocampista    | Gerson            | Flamengo          |
| Centrocampista    | Jhon Arias        | Fluminense        |
| Delantero         | Bruno Henrique    | Flamengo          |
| Delantero         | Germán Cano       | Fluminense        |
| Delantero         | Pablo Vegetti     | Vasco da Gama     |

Riquelme Felipe, volante del Fluminense de 18 años, fue elegido como la revelación del campeonato, mientras que Gerson, del Flamengo, fue elegido como la estrella de la competencia. Y Filipe Luís es el mejor entrenador.